# Тост (Кот-д’Ор)
Тост (фр. Thoste) — коммуна во Франции, находится в регионе Бургундия. Департамент коммуны — Кот-д’Ор. Входит в состав кантона Преси-су-Тий. Округ коммуны — Монбар.
Код INSEE коммуны — 21635.

## Население
Население коммуны на 2010 год составляло 117 человек.
| 1962 | 1968 | 1975 | 1982 | 1990 | 1999 | 2010 |
| ---- | ---- | ---- | ---- | ---- | ---- | ---- |
| 154  | 169  | 149  | 136  | 114  | 108  | 117  |

## Экономика
В 2010 году среди 69 человек трудоспособного возраста (15—64 лет) 51 были экономически активными, 18 — неактивными (показатель активности — 73,9 %, в 1999 году было 73,4 %). Из 51 активных жителей работали 47 человек (24 мужчины и 23 женщины), безработных было 4 (2 мужчин и 2 женщины). Среди 18 неактивных 3 человека были учениками или студентами, 10 — пенсионерами, 5 были неактивными по другим причинам.